# Luizinho
Luiz Carlos Ferreira, ismertebb nevén Luizinho (Nova Lima, 1958. október 22. –) brazil válogatott labdarúgó.

## Pályafutása

### Klubcsapatban
Pályafutását 1975-ben a Villa Nova csapatában kezdte. 1978 és 1989 az Atlético Mineiro játékosa volt, melynek színeiben kilenc alkalommal (1978, 1979, 1980, 1981, 1982, 1985, 1986, 1989) nyerte meg a Mineiro (Minas Gerais) állami bajnokságot. 1989 és 1992 között Portugáliában játszott a Sporting együttesében. 1992 és 1994 között a Cruzeirót erősítette, mellyel 1993-ban brazil kupát és Supercopa Sudamericánát nyert. 1995-ben a Villa Nova játékosaként vonult vissza. 

### A válogatottban
1980 és 1983 között 32 alkalommal szerepelt a brazil válogatottban és 2 gólt szerzett. Részt vett az 1980-as Mundialitón és az 1982-es világbajnokságon, ahol bekerült a torna álomcsapatába is.

## Sikerei, díjai
Villa Nova
- Goiano bajnok (2): 1975, 1977

Atlético Mineiro
- Mineiro bajnok (9): 1978, 1979, 1980, 1981, 1982, 1985, 1986, 1989

Cruzeiro EC
- Brazil kupagyőztes (1): 1993
- Supercopa Sudamericana győztes (1): 1993
- Mineiro bajnok (1): 1994

Egyéni
- Bola de Prata (1): 1980